# Ultratop 50 Singles (Valonia)
Ultratop 50 Singles es la lista musical de los sencillos más vendidos en Valona, Bélgica. Es la lista equivalente en Flandes llamada Ultratop 50.
La lista se puede escuchar en Radio Contact de 12:00 a 14:00. El número total de oyentes de éxitos Ultratop en la radio supera los dos millones de personas cada semana.

## Récords
La canción "Aserejé", de las cantantes españolas "Las Ketchup", mantuvieron la canción durante diecisiete semanas en el número uno, siendo este la mayor cantidad de semanas de un artista. Le sigue "Les Rois du monde" de Damien Sargue, Philippe D'Avilla y Grégori Baquet con catorce semanas.